# Age of Empires
Age of Empires (slovensko »Doba imperijev«) pogosto s kratico AoE, je priljubljena serija strateških videoiger z zgodovinskim ozadjem. Natančneje spadajo med realnočasovne strategije. Razvija jih je podjetje Ensemble Studios, izdaja pa Microsoft. Prvi del je izšel leta 1997, od takrat pa je izšlo še šest delov in več izpeljank.
Igralec v igrah vodi in razvija določeno ljudstvo (civilizacijo) in se bojuje proti drugim civilizacijam, ki jih predstavljajo drugi igralci ali pa računalnik. Igrati jih je možno samostojno ali pa proti človeškim soigralcem v lokalnem omrežju, preko modemske povezave ali preko spletnih strežnikov.

## Igre v seriji
- Age of Empires (AoE) (1997)
- Age of Empires: The Rise of Rome (RoR) (1998)
- Age of Empires II: The Age of Kings (AoK) (1999)
- Age of Empires II: The Conquerors (AoC) (2000)
- Age of Empires III (AoE III) (2005)
- Age of Empires III: The War Chiefs (jesen 2006)
- Age of Empires III: The Asian Dynasties [2007)
- Age of Empires Online (2011)
- Age of Empires II: HD Edition (2013)
- Age of Empires II: HD Edition - The Forgotten (AoF) (2013)
- Age of Empires: Castle Siege (AoE:CS) (2014)
- Age of Empires II: HD Edition - The African Kingdoms (AoAK) (2015)
- Age of Empires II: HD Edition - Rise of the Rajas (AoR) (2016)
- Age of Empires: Definitive Edition (2018)
- Age of Empires II: Definitive Edition (2019)
- Age of Empires III: Definitive Edition (2020)
- Age of Empires II: Definitive Edition - Lords of the West (2021)
- Age of Empires III: Definitive Edition - United States Civilization (2021)
- Age of Empires III: Definitive Edition - The African Royals (2021)
- Age of Empires II: Definitive Edition - Dawn of the Dukes (2021)
- Age of Empires IV (2021)
- Age of Empires III: Definitive Edition - Mexico Civilization (2021)
- Age of Empires II: Definitive Edition - Dynasties of India (2022)
- Age of Empires III: Definitive Edition - Knights of the Mediterranean (2022)

## Podobne igre izven serije AoE
- Age of Mythology (2002)
- Age of Mythology: The Titans (2003)
- Age of Mythology: Extended Edition (2014)
- Age of Mythology: Tale of the Dragon (2016)